# 버디 레스터

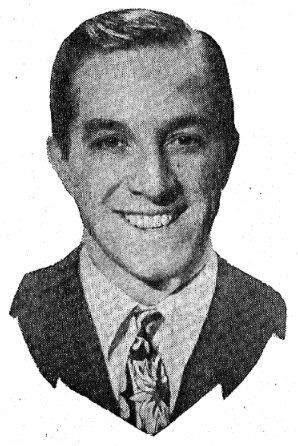

버디 레스터(Buddy Lester, 1917년 1월 16일 ~ 2002년 10월 4일)는 미국의 희극인, 배우이다.
시카고에서 태어났으며 로스앤젤레스에서 사망하였다. 사인은 암이다.

## 영화
- 크랙킹 업 (1983년)
- 하들리 워킹 (1980년)
- 형사 스타스키와 허치 (1975년)
- 제12순찰대 (1968년)
- 파티 (1968년)
- 사건비화 (1967년)
- 더 빅 마우스 (1967)
- 쓰리 온 어 코치 (1966년)
- 팻시 (1964년)
- 너티 프로페서 (1963년)
- 레이디스 맨 (1961년)
- 오션스 일레븐 (1960년)
- 진 크루파 스토리 (1959년)